# Kemuning Muda (Bunga Raya)
Kemuning Muda is een bestuurslaag in het regentschap Siak van de provincie Riau, Indonesië. Kemuning Muda telt 2337 inwoners (volkstelling 2010).